# George Monck
George Monck, pierwszy diuk Albemarle (ur. 6 grudnia 1608 w Potheridge, Devon, zm. 3 stycznia 1670 w Londynie) – polityk angielski.
George Monck w l. 1654-1660 sprawował funkcję wojskowego zarządcy Szkocji, współpracując blisko z Oliwierem Cromwellem. Po abdykacji Richarda Cromwella, Lorda Protektora Republiki Angielskiej (Commonwealth of England) w 1659, generał Monck zaangażował się w sprawy polityki. Wydatnie przyczynił się do restauracji dynastii Stuartów i wstąpienia na tron Karola II w 1660.